# Argyrodes zonatus occidentalis
Argyrodes zonatus là một phân loài nhện trong họ Theridiidae.
Loài này thuộc chi Argyrodes. Argyrodes zonatus occidentalis được Eugène Simon miêu tả năm 1903.